# رون ستار
رون ستار (بالإنجليزية: "Rotten" Ron Starr)‏ هو مصارع محترف أمريكي، ولد في 3 أبريل 1950 في أتلانتا في الولايات المتحدة، وتوفي في 8 يونيو 2017 بسبب استرواح الصدر.

## وصلات خارجية
- رون ستار على موقع WrestlingData.com (الإنجليزية)
- رون ستار على موقع CageMatch worker (الإنجليزية)
- رون ستار على موقع قاعدة بيانات المصارعة على الإنترنت (الإنجليزية)
- رون ستار على موقع عالم المصارعة على الإنترنت (الإنجليزية)
- رون ستار على موقع عالم المصارعة على الإنترنت (الإنجليزية)